# 奧莉花·荷西
奧莉花·荷西（英語：Olivia Hussey，1951年4月17日—2024年12月27日），女，生於阿根廷，英國演員。1968年在電影《殉情記》（Romeo and Juliet）中飾演朱麗葉，贏得了金球獎年度新星女演員及意大利電影金像獎最佳女演員，從此一舉成名。

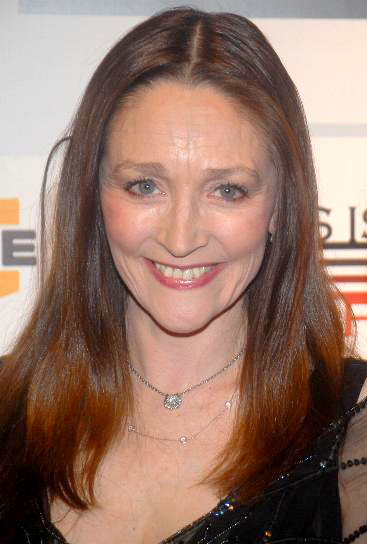
2008年塞爾維亞電影城電影節

## 外部連結
- 官方网站
- 奧莉花·荷西在互联网电影资料库（IMDb）上的資料（英文）
- 在AllMovie上奧莉花·荷西的頁面（英文）
- Olivia Hussey （页面存档备份，存于） at the British Film Institute